# 萨克森级铁甲舰
萨克森级铁甲护卫舰（德語：Panzerkorvetten der Sachsen-Klasse）是德意志帝国海军于1870年代末至1880年代初建造的四艘铁甲护卫舰所使用的船级。萨克森号、巴伐利亚号、符腾堡号和巴登号这四艘同级舰被设计作为海岸协防网络的一部分进行运用。它们的目的是要从设防的海军基地出击，以破坏敌人的封锁或登陆企图。这些舰只还配备有六门260毫米口径箍炮，旨在与同等条件下的敌对铁甲舰抗衡。
在1878－1883年投入服役后，四艘姊妹舰于1880年代和1890年代与舰队一同进行了多次训练演习和巡航。它们也曾担任德皇威廉二世外访时的护航工作，分别于1880年代末到访英国和1890年代初到访波罗的海诸城。在1890年代末，四艘舰均被大规模重建，它们的副炮实现了现代化，推进装置也得到了升级。它们于1902年至1910年间撤出现役，降为担任次要职能。其中萨克森号和巴伐利亚号成为靶舰、符腾堡号成为鱼雷教练船，这三艘舰于1919年至1920年间拆解报废。巴登号则在1910年至1920年担任靶舰期间，一度被改造为布栅废船。它一直留存至1938年才拆解报废。

## 设计

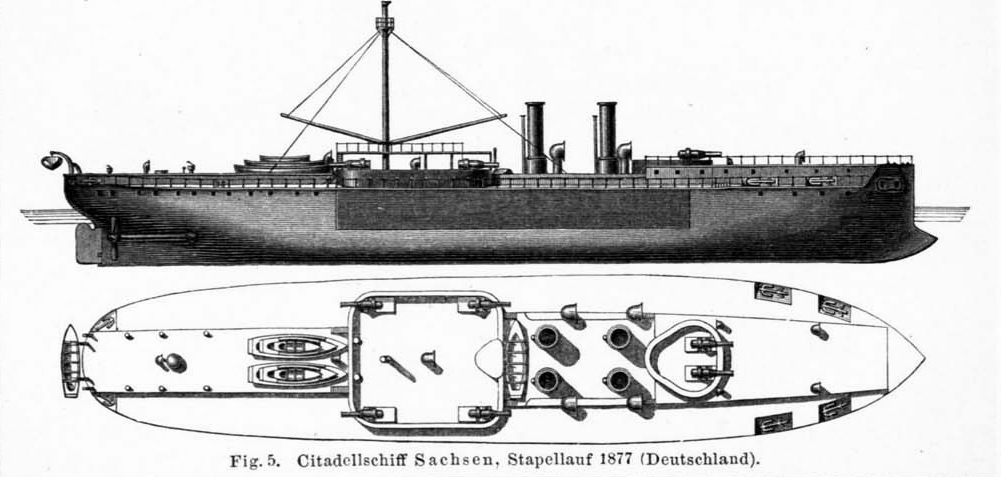
萨克森级舰只示意图

在1870－1871年的普法战争结束后，步兵上将阿尔布雷希特·冯·施托施出任帝国海军部长；他立即着手根据1867年批准的先前计划，起草了一份新的舰队计划。施托施认为海军的作用主要是防御：将一支铁甲舰队部署在德国水域，便足以抵御丹麦海军在普丹战争期间以及法国海军在普法冲突期间实施的那种封锁。施托施的舰队计划于1873年定稿，计划总共需要八艘远洋铁甲巡防舰和六艘较小的铁甲护卫舰。远洋部分的配额由皇帝级来满足；但护卫舰在当时则仅有一艘已开建，即汉萨号。施托施早在1872年就指示设计人员开始设计下一艘护卫舰，而后转变为萨克森级的设计工作则一直持续到1874年。它们将成为德意志统一后，由帝国政府建造的第一批军舰。
作为施托施提出的海岸协防网络的重要组成部分，这些舰只旨在用于波罗的海作战。他指定舰只为“突击护卫舰”（Ausfallkorvetten），以表明它们的预期用途。一旦与更强的海军力量发生战争并遭到海上封锁，萨克森级舰只就会从设防的基地出击，攻击封锁线。它们还将承担反登陆的任务。德国铁路网将这些基地连接在一起，以便地面部队可以迅速转移到敌人的登陆地点。施托施曾设想利用胡蜂级炮舰来支援他们，但后者在服役中的表现令人失望。
萨克森级的角色定位对舰只造成了一些设计上的限制。它们被设计用于沿海地区行动，这就需要较浅的吃水，以便能够进入波罗的海沿岸的任何港口。它们还需要装备重型武器，足以令其能够与同等条件下的任何敌对铁甲舰交火。由于施托施设想仅在当地部署这些舰只，所以它们的燃煤贮存量有限，因为他们可以很容易地获得补给。尽管如此，它们还是为德国舰队带来了两项革命性发展：这是第一批采用双螺旋桨装置和首批完全不设帆具的主力舰。

### 整体特征及推进装置

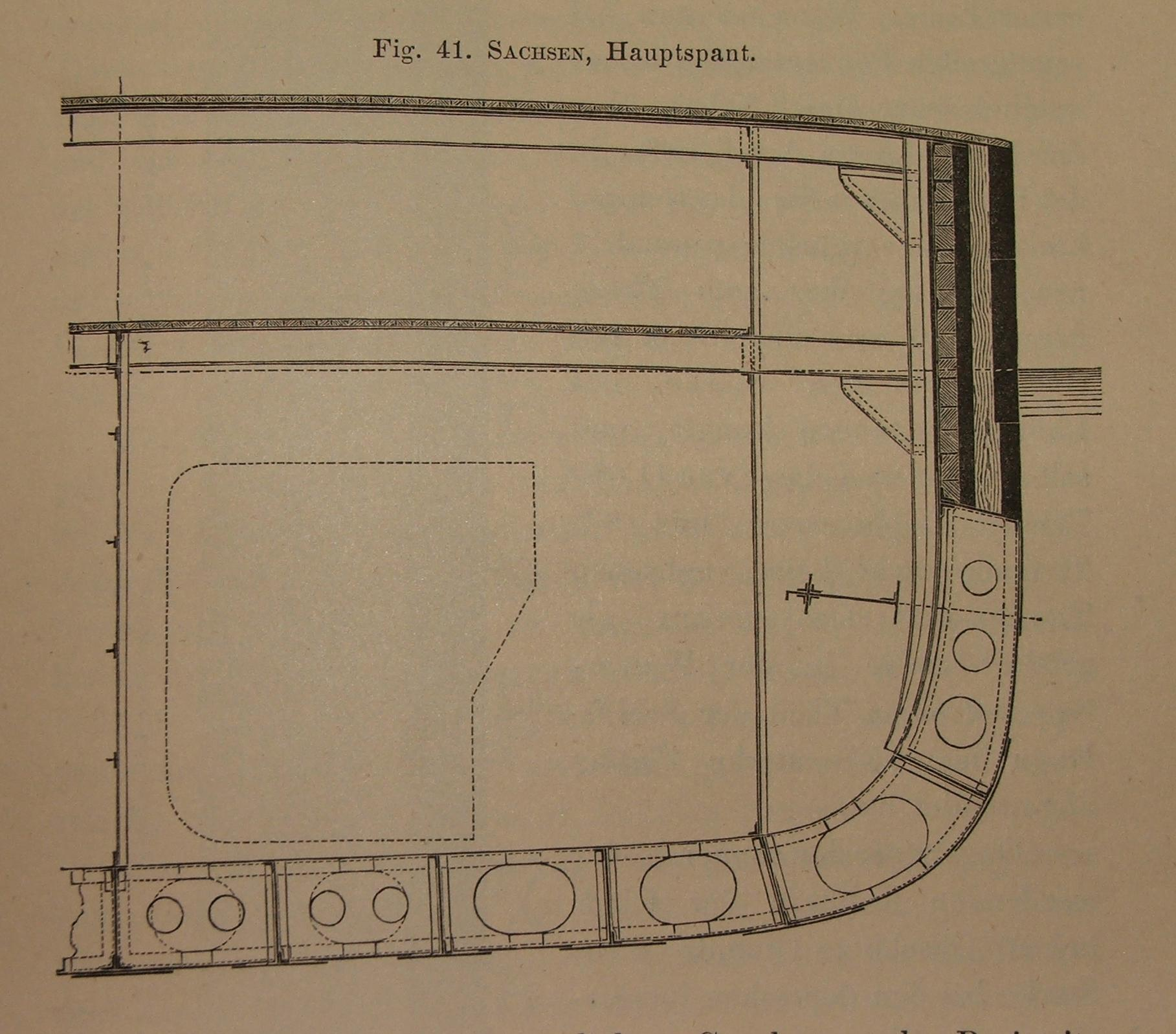
萨克森级舰只的船体中部框架

萨克森级舰只的水线长度和全长分别为93米和98.2米，舷宽为18.4米，有6.32米的前吃水和6.53米的后吃水。其设计排水量为7635吨，满载排水量则在7742吨－7938吨之间。舰只的船体采用横向舱壁和铁质双层纵骨架构造；镀铁层以柚木作背衬。船体被划分为十六个水密舱室和一个占舰只长度比重为60%的双层船底。
帝国海军将萨克森级视作拙劣的海船，其颠簸严重，并易于落水。但是，这些舰只的转向半径很小，并且能迅速响应舵机的指令。它们的标准船员编制为32名军官及285名水兵，在担任总队旗舰时还可增编8名军官和34名水兵。而在1890年代重建后，其船员编制显著增加，达到33名军官和344名水兵，后来又增加至35名军官和401名水兵。这些舰只还搭载有一些小型舰载艇，包括1艘哨艇、1艘机动艇、1艘大舢板、2艘短桅帆船、1艘高低桅帆船以及1艘小划艇。
四艘同级舰的推进装置均由设于两个独立轮机舱内的两台卧式三缸单胀蒸汽机组成；各自负责驱动一副直径为5米的四叶螺旋桨。所需的蒸汽是通过八台筒状的燃煤火管锅炉供给，它们被汇集至四个烟囱，成对排列在舰舯的一个方块内。这种布局也使舰只获得了“水泥厂”（Zementfabriken）的绰号。舰载装备有三台电压为65伏特的发电机，可输出69千瓦的电能。根据设计方案，萨克森级舰只的发动机额定功率为5,600匹公制馬力（5,500匹指示馬力），最高速度为13節（24每小時）。在实际的测试中，全部四艘舰均超出设计速度的半节至1节。这些舰只的设计燃煤贮存量为420吨，但可通过改装以贮存700吨燃煤。它们可以10節（19每小時）的速度续航1,940海里（3,590）；若以最高速度航行，其航程则会缩短至700海里（1,300）。萨克森级的四艘姊妹舰是帝国海军建造的第一批完全依靠发动机推进的大型铁甲军舰。

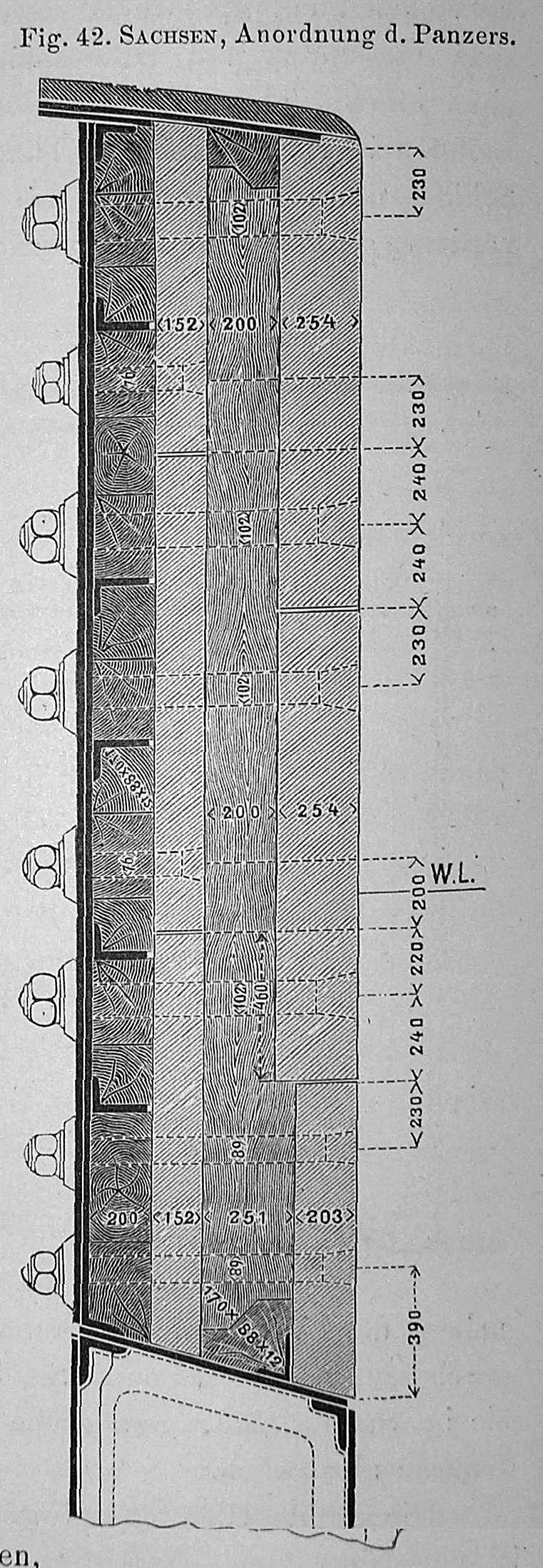
舰只装甲分层示意图

### 武器及装甲
萨克森级舰只的主炮为安装在舰艏和舰舯两个装甲炮座内的六门260毫米22倍径箍炮，其中两门位于舰艏炮座，四门位于舰舯位置。这些武器共配备480发弹药，可以降低至-7°俯角和提升至16.5°仰角，这使其最大射程可达7400米。从理论上讲，炮座的布局可以在夯撞攻击中提供四门炮同时从舰舯向前开火，但由于舰炮自身的冲击波破坏过于严重，实际操作中并不允许这样做。为了防御鱼雷艇攻击，舰只还配备有六门87毫米24倍径箍炮和八挺37毫米机炮。
舰只的装甲由锻铁制成，并以柚木为衬垫。装甲带则由四层锻铁和柚木交替组成。外铁层在舰舯有203毫米厚，背衬200毫米的柚木；内铁层的厚度为152毫米，并以230毫米厚的柚木作背衬。在皮带的任一端都有254毫米厚的舱壁封盖。装甲甲板的厚度从50至75毫米不等。前司令塔的侧部装甲原为140毫米厚，但在经过现代化改造后，侧部已增至200毫米厚，并增加了50毫米厚的顶部。后司令塔的装甲也有所强化，但仅提供弹碎保护：侧部和顶部的厚度分别为15毫米和12毫米。主炮的炮座由254毫米厚的锻铁和250毫米厚的柚木构成。

### 设计改动
1886年以后，每艘同级舰都安装了三具直径为350毫米的鱼雷发射管；其中一具置于舰艉的枢转支架上，另外两具则以浸没式置于舰艏的水线下方。它们合共配备12枚鱼雷。后来，两边舷侧也安装了一对置于水线上方的450毫米鱼雷管。
这些舰只在1890年代后期都进行了大规模的重建；它们更换了发动机，锅炉也被导入一个单座的大烟囱。相关改进使得舰只的最高速度提升为14.5至15.4 kn（26.9至28.5 km/h）。87毫米24倍径箍炮则被替换为同等数量的88毫米30倍径速射炮。每艘同级舰还使用由克虏伯开发的镍钢替换了旧的锻铁加柚木装甲，这大大提高了它们抵御炮弹攻击的能力。

## 建造

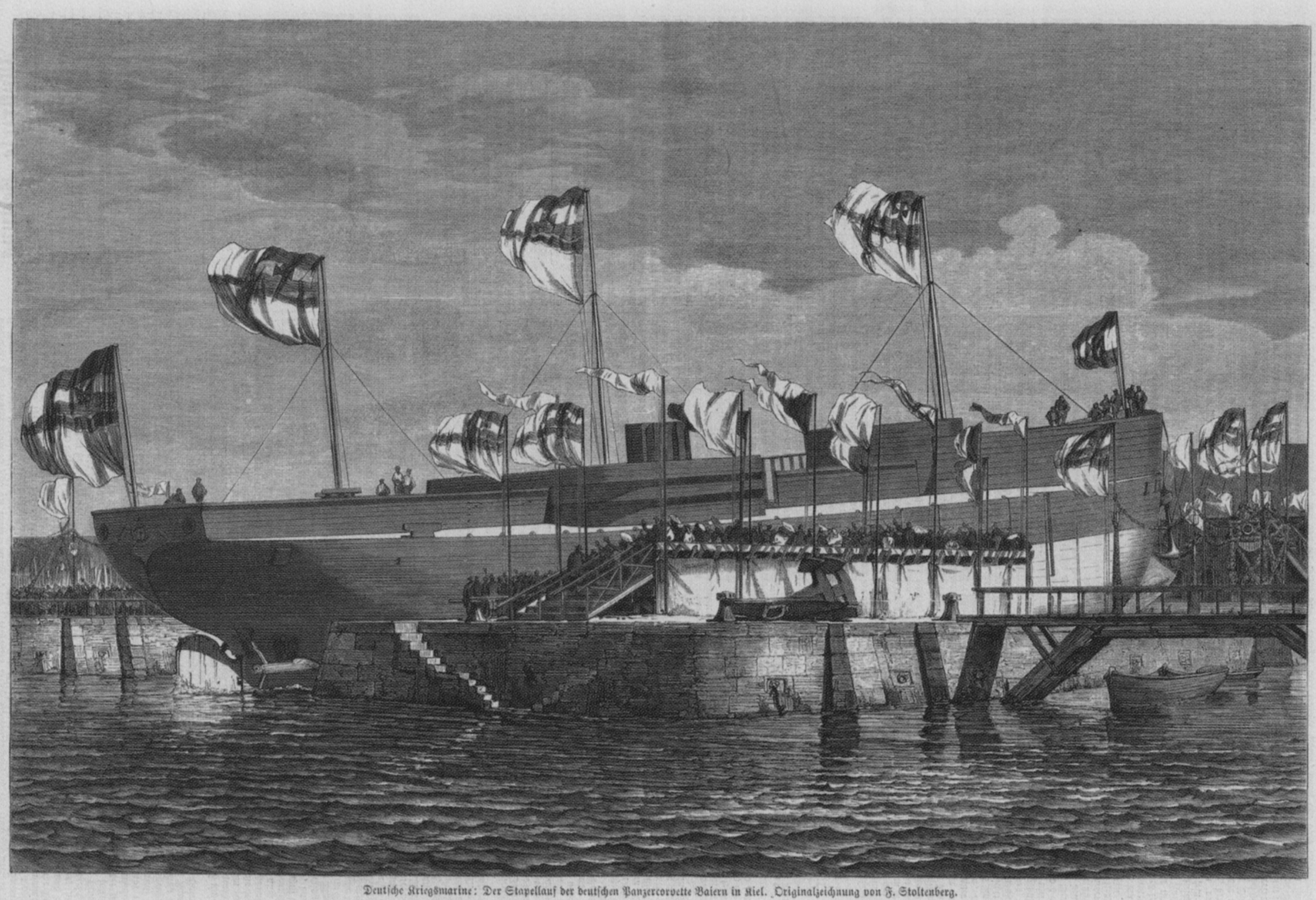
巴伐利亚号下水

四艘同级舰的建造合同分别被授予了斯德丁的伏尔铿船厂和基尔的帝国船厂。由于伏尔铿船厂的建造速度较新成立的帝国船厂要快得多，因此合同代号为“B号铁甲舰”（Panzerschiff B）的萨克森号出人意料地成为了这一船级的命名舰。它于1875年开始架设龙骨，1877年7月21日下水，至1878年10月20日投入舰队服役。同样由伏尔铿船厂承建的符腾堡号也紧随其后于1876年开始架设龙骨，1878年11月9日下水，并于1881年5月9日入役。
合同名称为“A号铁甲舰”的巴伐利亚号事实上是第一艘开建的同级舰。它于1874年开始在基尔帝国船厂架设龙骨，建造序号为3。但由于建造进度缓慢，舰只直至1878年5月13日才下水，较其姊妹舰萨克森号晚了将近一年。它于1881年8月4日完工，成为第三艘入役的同级舰。巴登号是同级的第四艘舰暨末舰，于1876年开始在帝国船厂架设龙骨，1880年7月28日下水，至1883年9月24日投入舰队服役。
由伏尔铿船厂建造的萨克森号和符腾堡号分别用了三年和五年完工；而帝国船厂承建的巴伐利亚号和巴登号工程则分别耗时八年和七年。造舰时间差异巨大的主要原因之一是造船厂的经验：伏尔铿船厂是一家成熟的商用造船商，而帝国造船厂是最近才成立的，在建造大型军舰方面仍然缺乏经验。

### 同级舰
| 舰只       | 造船厂           | 命名来源     | 动工年份 | 下水日期      | 入役日期       | 结局                   |
| ---------- | ---------------- | ------------ | -------- | ------------- | -------------- | ---------------------- |
| 萨克森号   | 斯德丁伏尔铿船厂 | 萨克森王国   | 1875年   | 1877年7月21日 | 1878年10月20日 | 1919年5月5日作废钢出售 |
| 巴伐利亚号 | 基尔帝国船厂     | 巴伐利亚王国 | 1874年   | 1878年5月13日 | 1881年8月4日   | 1919年在基尔拆解报废   |
| 符腾堡号   | 斯德丁伏尔铿船厂 | 符腾堡王国   | 1876年   | 1878年11月9日 | 1881年5月9日   | 1920年在威廉港拆解报废 |
| 巴登号     | 基尔帝国船厂     | 巴登大公国   | 1876年   | 1880年7月28日 | 1883年9月24日  | 1938年在基尔拆解报废   |

## 服役历史
尽管萨克森号在1878年便已入役，但它只在1880年参加过一次年度舰队演练，之后四艘同级舰直至1884年才被分配参加舰队演习。这主要是由于萨克森号在1880年演习中的糟糕表现以及这一船级的负面声誉所造成的。萨克森级舰只暴露出来的其中一大问题是，由于其船底平坦，容易发生危险的横摇，这大大降低了火炮的精度。即便与同时代的舰只相比，它们的装甲也很薄弱。此外，这些舰只的速度缓慢，机动性差。在接下来的两年中，这四艘姊妹舰都跟随舰队轮换使用，然后于1886年全数退出现役，成为波罗的海预备役总队的一份子。除了由萨克森级衍生的奥尔登堡号之外，帝国海军中断了主力舰的建造，直至1880年代末才开建齐格弗里德级岸防舰。铁甲护卫舰的性能不佳，加上绿水学派的崛起，导致后任海军部长列奧·馮·卡普里維放弃了主力舰的建造，转而选择鱼雷艇。
1880年代后期，这些舰只获重新启用，以履行一些礼仪性职能，其中包括出席了1887年6月的威廉皇帝运河开凿典礼，以及在1888年为刚刚加冕德皇的威廉二世的波罗的海之旅提供护航。在1890年代，全部四艘萨克森级姊妹舰都返回舰队服役，并被编入第一总队，直至全新的勃兰登堡级战列舰于这一年代中期入役。然后，四艘萨克森级舰只被转移至第二总队。至1890年代末，这四艘舰都进行了大规模的重建；其副炮装备完成了现代化改造，并使用新的机械装置重构推进系统，从而提高了它们的航速。
四艘萨克森级舰只一直留在舰队直至20世纪初。萨克森号于1902年退役，并在1911年至1919年被用作靶舰。巴伐利亚号于1910年2月从海军序列中除籍，并同样担任靶舰直至1919年。符腾堡号于1906年被改装为鱼雷教练船，配备有七具安装在不同支架上的450毫米鱼雷发射管。它按此一直服役至1919年，期间也曾担任海军辎重队的旗舰。这三艘舰均在1919年至1920年间拆解报废。巴登号的留存时间最长，1910年以后被改造为布栅废船，1920年以后又成为一艘靶舰。它一直留在德国海军序列内，直至1938年才作废钢出售。

### 引用
1. ↑  Dodson，第23–24頁.
2. 1 2  Gröner，第7頁.
3. 1 2  Sondhaus，第113頁.
4. 1 2  Dodson，第23頁.
5. 1 2  Gröner，第7–8頁.
6. 1 2 3 4 5 6 7 8 9  Gröner，第8頁.
7. ↑  Hovgaard，第111頁.
8. ↑  Dodson，第24頁.
9. 1 2  Gardiner，第245頁.
10. ↑  Sondhaus，第219頁.
11. ↑  Gardiner，第244頁.
12. ↑  Sondhaus，第161頁.
13. ↑  Sondhaus，第135–136頁.
14. ↑  Sondhaus，第162–163, 171頁.
15. ↑  Gröner，第8–10頁.
16. ↑  Sondhaus，第160–165頁.
17. ↑  Sondhaus，第171, 177頁.
18. ↑  Sondhaus，第194–198頁.

### 文献
- Dodson, Aidan. . Barnsley: Seaforth Publishing. 2016. ISBN 978-1-84832-229-5.
- Gardiner, Robert (编). . Greenwich: Conway Maritime Press. 1979. ISBN 978-0-8317-0302-8.
- Gröner, Erich. Jung, Dieter; Maass, Martin , 编. . Vol. I: Major Surface Vessels. Annapolis: Naval Institute Press. 1990. ISBN 978-0-87021-790-6.
- Hovgaard, William. . London: Conway Maritime Press. 1971. ISBN 978-0-85177-040-6.
- Sondhaus, Lawrence. . Annapolis: Naval Institute Press. 1997. ISBN 978-1-55750-745-7.